# Diadema paucispinum
Diadema paucispinum is een zee-egel uit de familie Diadematidae. De wetenschappelijke naam van de soort werd in 1863 gepubliceerd door Alexander Agassiz.

## Beschrijving
Diadema paucispinum is een kleine zee-egel met zeer lange, beweegbare stekels die slank en scherp gepunt zijn. Ze kunnen tot 25 cm lang zijn en ongeveer vier keer de diameter van de mantel. De primaire stekels zijn blauwzwart van kleur, vaak met bleke banden bij jongere individuen. De kortere secundaire zijn broos en giftig en breken gemakkelijk af in de huid. Er zijn lichtgevoelige plekken in de opperhuid van de zee-egel en als er een schaduw op het dier valt, buigt het zijn secundaire stekels naar de indringer. Deze kunnen een pijnlijke steek veroorzaken als ze in contact komen met de blote huid. Nabij de top van de mantel is een duidelijk zichtbare anus aanwezig, omgeven door een oranje ring en verhoogd op een kleine projectie. Hieruit stralen vijf smalle, helderblauwe lijnen.

## Verspreiding en leefgebied
Er zijn twee mitochondriale clades van Diadema paucispinum. Eén werd oorspronkelijk beschouwd als beperkt tot Hawaï, maar is ook gevonden op Paaseiland, Pitcairn en Okinawa. De andere clade reikt van Oost-Afrika en Arabië tot de Filipijnen en Nieuw-Guinea. In ondiepe delen van de Rode Zee wordt deze zee-egel gevonden op kalkhoudende rotsplateaus een paar meter onder het oppervlak, waar hij zijn stekels gebruikt om zich in spleten en holtes in de rots te klemmen. In Hawaï staat het bekend als "wana" en wordt het gevonden op rifvlakten en zacht aflopende gebieden. 

## Ecologie
Diadema paucispinum is nachtdier en graast 's nachts op draadalgen terwijl het over de rotsen kruipt. Ondanks zijn formidabele defensieve arsenaal wordt D. paucispinum belaagd door trekkervissen.